# Высотно-компенсирующий костюм

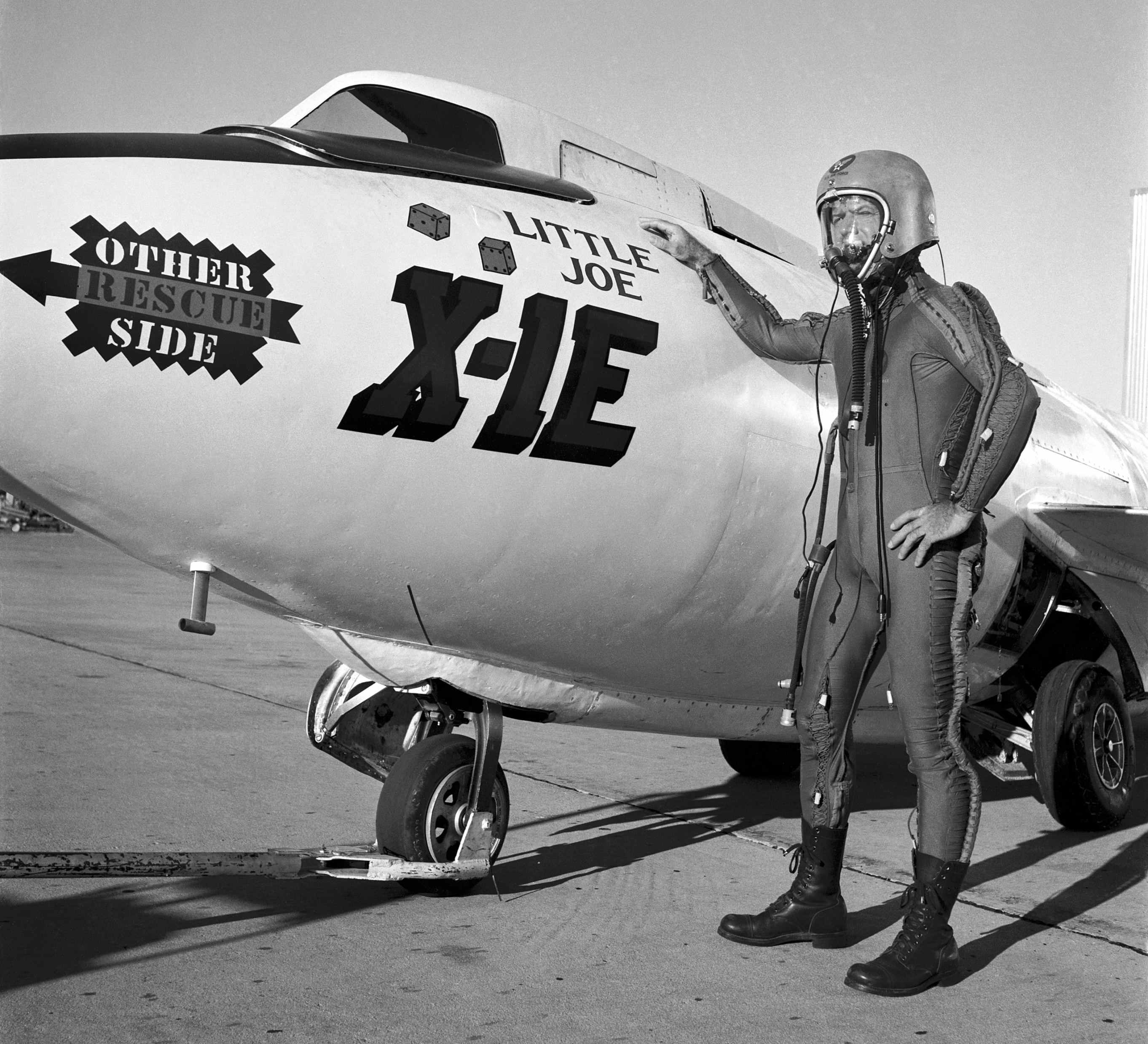
Лётчик-испытатель Дж. А. Уокер рядом с Bell X-1

Высотно-компенсирующий костюм (ВКК) — индивидуальное средство защиты лётчика (пилота) для компенсации эффекта резкого перепада давления в кабине летательного аппарата в случае возникновения той или иной нештатной или аварийной ситуации, в частности, для противодействия низкому барометрическому давлению в случае разгерметизации кабины на значительных высотах (отсюда и название), где воздействие пневмобарических факторов на человеческий организм может иметь критические последствия, вплоть до летального исхода (см. Высотная болезнь) Обычно применяется при полётах в стратосферу (12 - 55 км)
В современной авиации применяется комбинация ВКК и МСК (морского спасательного костюма), под индексом ВМСК.

## Принцип действия
Принцип действия — механическое обжатие с удельным давлением, равным давлению газа в лёгких.

## Комплект
Состоит из:
- специального комбинезона;
- кислородной маски или гермошлема;
- натяжных устройств с пневмокамерами.

## Применение
Штатная одежда лётчиков боевой авиации (истребителей и бомбардировщиков).

## Устройство
Высотно-компенсирующий костюм представляет собой комбинезон с перчатками и носками, который плотно подгоняется по фигуре лётчика шнуровкой, надевается и снимается с помощью застежек типа «молния» и изготавливается из малорастяжимой, газопроницаемой (для улучшения естественной вентиляции костюма) ткани. Равномерное, равное давлению кислорода в легких, давление на всю поверхность тела человека обеспечивается подачей кислорода под давлением в натяжные устройства — пневмотрубки, идущие по бокам рукавов, штанин и по спинке ВКК, и в дыхательно-компенсирующую камеру (так называемый брюшной компенсатор, размещенный под оболочкой комбинезона в области грудной клетки и живота и соединенный с системой дыхания). Пневмотрубки увеличиваются в диаметре при подаче в них давления, натягивают тесемки, которые стягивают оболочку комбинезона и создают механическое давление на тело.

## Галерея

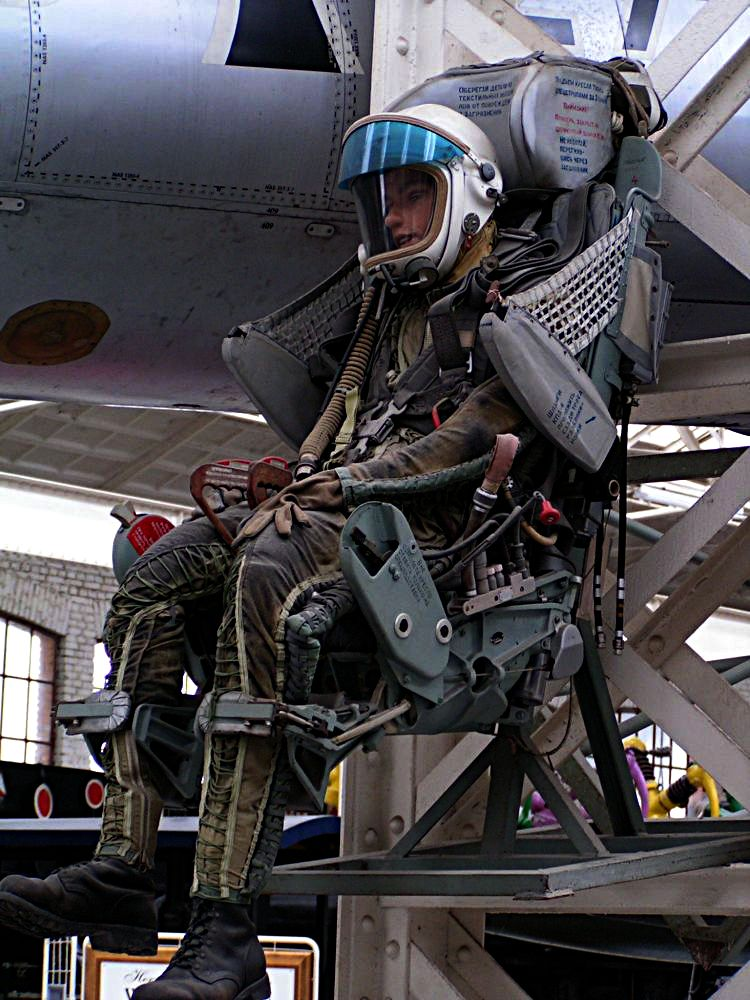
Катапультируемое кресло истребителя МиГ-23 с манекеном в лётной экипировке.
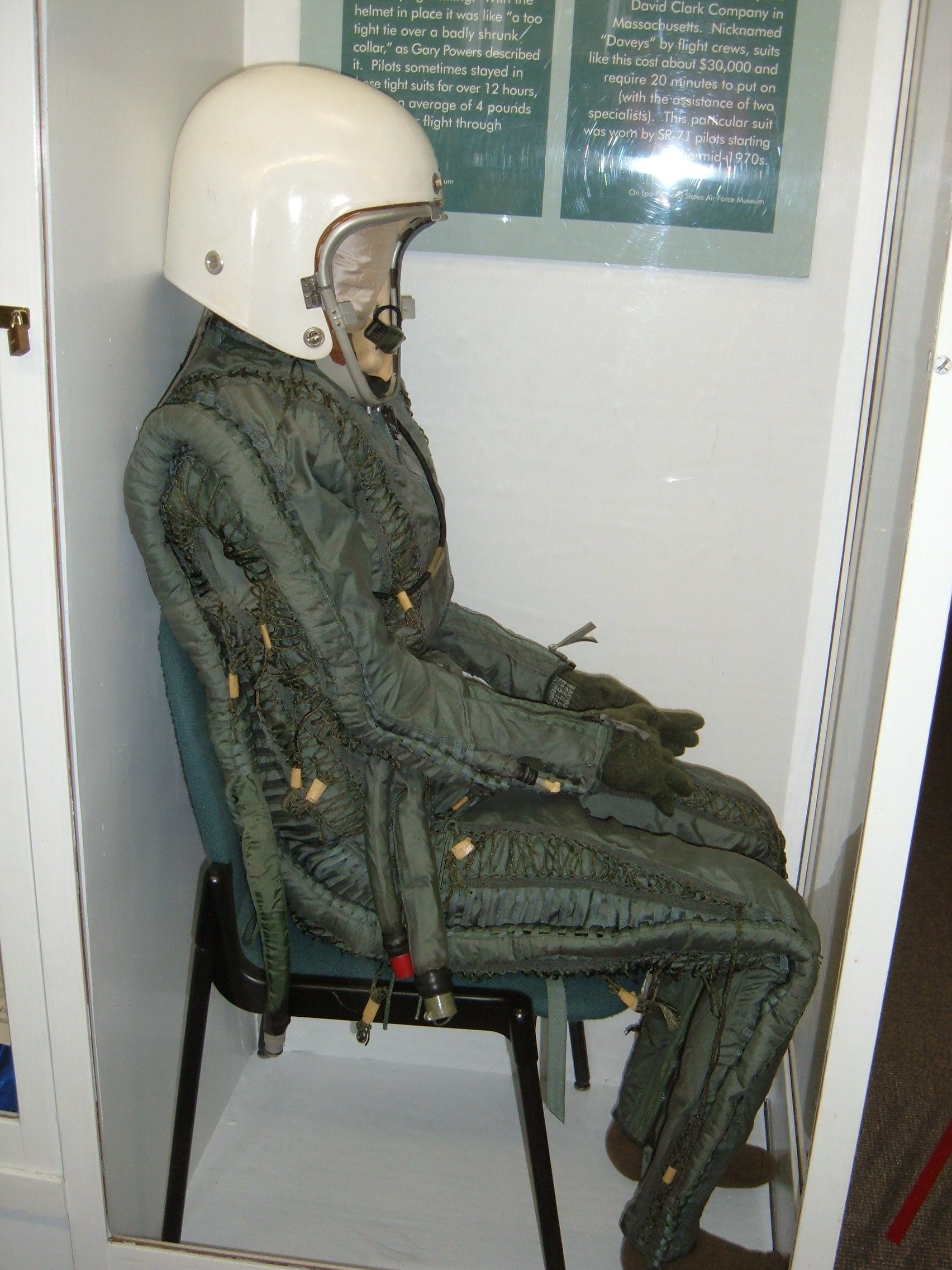
Американское снаряжение пилотов U-2.
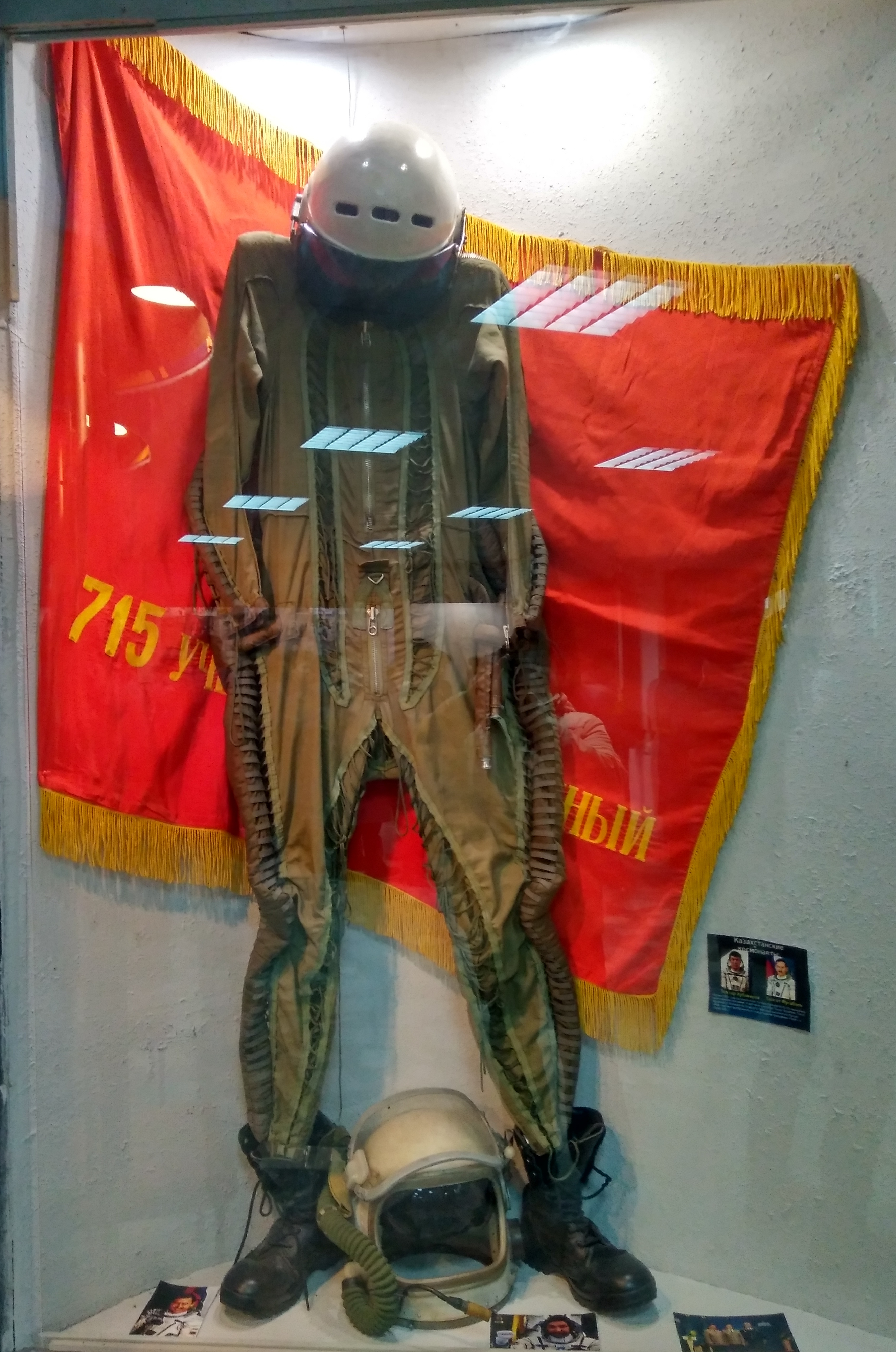
Высотно-компенсирующий костюм на фоне Боевого знамени 715-го учебного авиационного полка.